# Stefano Porcari
Stefano Porcari (ur. pocz. XV w., zm. 1453) – włoski polityk, przywódca spisku przeciw papieżowi Mikołajowi V.
Porcari odebrał gruntowne wykształcenie klasyczne, był idealistą zafascynowanym kulturą antyku. Po raz pierwszy ważniejszy urząd objął w 1427 roku, gdy wybrany został kapitanem ludu we Florencji. Następnie był burmistrzem Bolonii (1432), Sieny (1434) i Orvieto (1435). W związku z fascynacją antykiem, usiłował odnowić w Rzymie republikę na wzór starożytny. Po raz pierwszy podjął się tego po śmierci papieża Eugeniusza IV, gdy usiłował wywołać rewolucję antypapieską przez wezwanie Rzymian do buntu. Pomimo poparcia dużej części społeczeństwa, władze kościelne zdołały stłumić niepokoje i wygnać z miasta liderów buntu.
W późniejszych latach stanął na czele opozycji wobec Mikołaja V, która sprzeciwiała się przejmowaniu wszelkich urzędów, i związanych z nimi dóbr, przez duchowieństwo i odsuwaniu od nich mieszczaństwa. Frakcja Porcariego zawiązała spisek w celu obalenia rządów papieskich i odnowienia republiki. Mikołaj początkowo nie wierzył w próbę wywołania rewolucji przez Porcariego i postanowił przekupić go wysokimi stanowiskami urzędowymi. Wobec porażki wygnał go w 1451 roku do Bolonii, gdy ten wygłosił antypapieskie przemówienie na Piazza Navona. Na wygnaniu Porcari nie porzucił prób opracowania sposobu obalenia świeckiej władzy papiestwa.
29 grudnia 1452 roku Porcari wrócił do Rzymu, gdzie na czele trzystu ludzi miał zamiar opanować miasto. Spisek wykryto i 5 stycznia 1453 roku aresztowano wielu jego uczestników. Kilka dni później, 9 stycznia, trybunał w trybie przyśpieszonym skazał aresztowanych na śmierć. Porcari został powieszony, a jego dom objęto nakazem wyburzenia.
Egzekucja Porcariego stała się szeroko znana w całej Italii, a papież zyskał opinię despoty.